# Helenio Herrera
Helenio Herrera (Buenos Aires, 1910. április 10.  –  Velence, Olaszország, 1997. november 9.) argentin labdarúgó, edző, sporttisztségviselő. A San Michele-sziget lett pályafutásának végső nyughelye.

## Pályafutása

### Életpálya
A futballsport történetének olyan egyénisége, akiről mindig beszélni fognak. Dicsőítik, meg átkozzák is. Hajcsárnak tartották, de az eredmények rendre őt igazolták. Mindig amolyan világfinak tűnt, megjelenésében, viselkedésében, de még edzői tevékenységében is. Sikereit, eredményeit elsősorban pszichológiai képességének köszönheti.
Véleménye szerint a győzelem összetevői: ihletesség, klasszis, erőnlét és küzdőszellem. Ha ezek egyszerre jelentkeznek, nincs erő, amely úrrá tudna lenni felettük.

### Labdarúgóként
Szülei  négyéves korában kivándoroltak Marokkóba ahol francia állampolgárságot kapott.1934-ben, 18 évesen a Casablancából a francia CASG Paris-ba igazolt. Több párizsi csapatban, a Stade Français-ben, az FC Charleville-ben és az Excelsior Roubaix-ben is. A háború idején a Star Paris, a Stade Français, az EF Paris-Capitale és a Puteaux is játszott. Ez utóbbinál már játékos-edzőként tevékenykedett. Eredetileg védő játékos volt, erényei a közepesnél jobb szintűek voltak, akármelyik csapatrészben értékelhető teljesítményt tudott nyújtani. Már aktív játékosként is az edzői pályát vette célba. Az aktív labdarúgó játéktól 1945-ben vonult vissza.

### Edzőként
1945-ben a Puteaux nevű kis amatőrcsapatnál ül le először a kispadra, később azoknál a csapatoknál is tevékenykedett, ahol játékosként foglalkoztatták. A  Stade Français-nél három szezon következett trófea nélkül, ami miatt mennie kellett.
A kihívások teljesítése érdekében Spanyolországban mérette meg magát. Előbb a Real Valladolid, majd jött a CD Málaga, a Deportivo de La Coruña és a Sevilla FC. Ezután Lisszabonba ment a Belenenses gárdáját irányította két évig. Első kiugró sikerét az Atletico Madriddal érte el, az 1949-1950-ben megszerzett első hellyel. Az újabb bajnoki évben duplázták az aranyat. Még két bravúros éve volt az ibériai félszigeten. Mégpedig 1959-ben és 1960-ban a Barcelonával, ahol szép számmal akadtak magyarok is: Kocsis Sándor, Czibor Zoltán és Kubala László.
Olaszországba tette át tevékenységének székhelyét. Bajnokság az Internazionaleval 1963-ban, 1965-ben és 1966-ban, 1966-ban Bajnokcsapatok Európa-kupája (BEK) győzelem, hozzá még a Világ Kupa kétszer is. 1960 és 1968 között összesen 268 mérkőzésen vezényelt a kispadról melyből 153-at megnyert a csapat, 74 vereség és 41 döntetlen született, 485-224-es gólkülönbséggel. Ez volt a híres "Grande Inter" időszaka. 1968-ban a AS Roma edzője lett amely csapattal egy Olasz kupát nyert. 1973-tól 1974-ig visszaült az Inter kispadjára, ám egy szívinfarktus miatt le kellett, hogy mondjon. Velencébe költözött és itt élt. 1978-ban egy rövid időre a Rimini edzője lett, majd 1979-től 1981-ig visszatért a Barcelonához.
A catenaccio továbbfejlesztője –, játék során a fő cél, legalább egy pont megszerzése. Ezt más néven Verrounak (ajtóretesz) hívták. A catenaccio egy olyan csapattaktikai rendszer, amelyben Herrera verziójában a söprögetőt a négy védőből álló vonal mögé helyezték, akinek így nem is lehetett komoly támadási szándéka. Feladata mindössze annyiból állt, hogy mindenkit megállítson, aki átverekedte magát a védők előtte húzódó vonalán. A felállás 1-3-3-3, 1-3-4-2 vagy 1-4-3-2 formáció volt. A módszer kialakításával nagymértékben csökkent a játék szépségét, érzelmiségét biztosító gólok száma.

## Sportvezetőként
Kivételes képességeinek köszönhetően, korában szinte egyedülállóként Franciaországban (1946-tól 1948-ig), Spanyolországban (1959-től 1962-ig) és Olaszországban (1966-tól  1967-ig) is betöltötte a szövetségi kapitányi tisztséget.

## Sikerei, díjai
Edzői pályafutása alatt 16 különféle címet nyert.

## Külső hivatkozások
- Helenio Herrera. hunsport.hu. [2010. október 31-i dátummal az eredetiből archiválva]. (Hozzáférés: 2010. december 20.)